# 南葛労働協会
南葛労働協会（なんかつろうどうきょうかい）は、1920年代の東京に存在した労働組合。南葛労働会、南葛労働組合とも呼ばれる。大正期の労働運動、社会主義運動をリードした。

## 概要
1922年10月25日、労働組合運動の経験者藤沼栄四郎（41歳）を顧問格に、渡辺政之輔、川合義虎、南巌、吉村光治、加藤高寿、北島吉蔵、相馬一郎ら多くが20歳前後の青年労働者によって、東京府南葛飾郡亀戸町（現東京都江東区亀戸）付近を拠点に創立された。政治的自覚の高くない労働者大衆をも獲得できるよう、"組合"でなく"協会"の名を付したといわれる。1923年1月29日の大会で南葛労働会と改称。
広瀬自転車の争議をはじめ、地域の運動に積極的に関わった。早くから工業地帯になっていたこの地域の種々雑多な企業に働く労働者が会員になっており、生粋のプロレタリアという意識が強く、戦闘心、団結心、連帯感に富み、俗に「南葛魂」と呼ばれた。
1923年9月1日の関東大震災直後、亀戸町3519番地の川合の自宅が本部で、避難所となっており、会員は救援活動に当たっていた。その戦闘性のためにかねてから憎悪をもっていた亀戸警察署は、同月3日、震災の混乱の中、川合義虎、山岸実司、鈴木直一、近藤広造、加藤高寿、北島吉蔵、吉村光治、佐藤欣治を検束、連行。8人の幹部・青年労働者は、翌日軍により他労組の活動家2人とともに殺害された（亀戸事件）。
1924年2月20日、日本労働総同盟に加入、同月22日、東京東部合同労働組合に改組、発展的解消を遂げた
。